# Małgorzata Wierusz-Kozłowska
Małgorzata Kazimiera Wierusz-Kozłowska – polska ortopedka i traumatolożka, wykładowczyni Uniwersytetu Medycznego im. Karola Marcinkowskiego w Poznaniu.

## Życiorys
Małgorzata Wierusz-Kozłowska ukończyła studia na Akademii Medycznej w Poznaniu (1966). Doktorat uzyskała na tej samej uczelni w 1975 z chirurgii urazowo-ortopedycznej na podstawie pracy Ocena wydolności układu oddechowego przed i po leczeniu operacyjnym chorych z bocznym idiopatycznym skrzywieniem kręgosłupa (promotor – Jerzy Król). W tym samym roku ukończyła specjalizację z chirurgii urazowo-ortopedycznej. Habilitowała się tamże w 1996, przedstawiając dzieło Rozwój i przebudowa w przebiegu wzrostu dysplastycznego stawu biodrowego leczonego zachowawczo z powodu wrodzonego zwichnięcia i prognozowanie tej przebudowy. Tytuł profesora uzyskała w 2007.
Jej zainteresowania naukowe obejmują: schorzenia dziecięcego stawu biodrowego, endoprotezoplastyka dużych stawów, łącznie z patogenezą jej powikłań, etiopatogeneza choroby zwyrodnieniowej stawów.
Po studiach podjęła pracę w Klinice Ortopedii. Pełniła tam kolejno funkcję ordynatorki oddziału od 1989, zastępczyni kierownika Kliniki Ortopedii i Traumatologii, p.o. kierownika Kliniki Ortopedii Ogólnej, Onkologicznej i Traumatologii, kierowniczki (od 2007). W 2012 rozpoczęła prowadzenie jako Lekarz Kierujący 2 oddziały Kliniki Chirurgii Kręgosłupa, Ortopedii Onkologicznej i Traumatologii.
Wśród wypromowanych przez nią doktorów znalazł się m.in. Łukasz Łapaj (2011).
Wiceprzewodnicząca Oddziału Poznańskiego Polskiego Towarzystwa Ortopedycznego i Traumatologicznego (1993–1994), przewodnicząca Oddziału Poznańskiego i członkini Zarządu Głównego PTOiTr (1995–1998), przewodnicząca Sądu Koleżeńskiego PTOiTr (2003–2006). Członkini krajowej Grupy Koordynującej Światowej Dekady Kości i Stawów (2000–2010). Konsultant Wojewódzki ds. ortopedii i traumatologii narządu ruchu dla Wielkopolski (1999–2007). Kierowała badaniami w ramach 7. Programu Ramowego Unii Europejskiej „NANOMINING: Development of new nanocomposites using materials from mining industry” (2010–2012).
Otrzymała: nagrodę Rektora AM w Poznaniu za prace naukowe (trzykrotnie), Złoty Krzyż Zasługi, indywidualną nagrodę naukową Ministra Zdrowia za rozprawę habilitacyjną (2007), Krzyż Kawalerski Orderu Odrodzenia Polski (2015).
Wnuczka Ireneusza Wierzejewskiego.